# A hupikék törpikék (film, 2025)
A hupikék törpikék (eredeti cím: Smurfs) 2025-ben bemutatott egész estés amerikai–belga animációs musical-fantasy filmvígjáték, amely a világhírű azonos című képregénysorozat alapján készült. A filmet Chris Miller rendezte, a Paramount Animation készítette, a Paramount Pictures forgalmazta.
Amerikában 2025. július 18-án, Magyarországon egy nappal korábban, július 17-én mutatták be a mozikban.

## Szereplők
| Szereplő       | Eredeti hang      | Magyar hang                                 |
| -------------- | ----------------- | ------------------------------------------- |
| Törpilla       | Rihanna           | Szilágyi Csenge Feng-Békefi Viktória (ének) |
| Névtelen törp  | James Corden      | Jéger Zsombor                               |
| Hókuszpók      | JP Karliak        | Csankó Zoltán                               |
| Csiribáró      | JP Karliak        | Csankó Zoltán                               |
| Ken            | Nick Offerman     | Szabó Győző                                 |
| Törpapa        | John Goodman      | Papp János                                  |
| Pukkmama       | Natasha Lyonne    | Timkó Eszter                                |
| Hetyke Grimoár | Amy Sedaris       | Haumann Petra                               |
| Törparás       | Billie Lourd      | Mikecz Estilla                              |
| Okoska         | Xolo Maridueña    | Miller Dávid                                |
| Joel           | Daniel Levy       | Kerek Dávid                                 |
| Teknőc         | Marshmello        | Törköly Levente                             |
| Sziamiaú       | Rachel Butera     | Oroszlán Szonja                             |
| Ron            | Kurt Russell      | Csuha Lajos                                 |
| Inas           | Conrad Vernon     | Rosta Sándor                                |
| Csernobog      | Nick Kroll        | Dézsy Szabó Gábor                           |
| Asmodius       | Octavia Spencer   | Menszátor Magdolna                          |
| Törpvagány     | Sandra Oh         | Bertalan Ágnes                              |
| Törpojáca      | Maya Erskine      | Rohonyi Barnabás                            |
| Törperős       | Alex Winter       | Patkós Márton                               |
| Dulifuli       | Chris Miller      | Kerekes József                              |
| Jezebeth       | Hannah Waddingham | Rátonyi Hajni                               |
| Péktörp        | Jonny Manganello  | Harna Péter                                 |
| Ügyifogyi      | Hugo Miller       | Molnár Levente                              |
| Naptártörp     | Ryan Naylor       | Ágoston Péter                               |
| Tardigrade     | Jimmy Kimmel      | ?                                           |

### Magyar változat
- Magyar szöveg: Speier Dávid
- Dalszöveg: Nádasi Veronika
- Hangmérnök és vágó: Bogdán Gergő
- Zenei hangmérnök: Salgai Róbert
- Gyártásvezető: Kablay Luca
- Szinkronrendező: Molnár Ilona
- Zenei rendező: Császár Bíró Szabolcs
- Produkciós vezető: Németh Napsugár

A szinkront az Iyuno Hungary készítette el.

## A film készítése
A Paramount Pictures és a Nickelodeon Movies a 2000-es években már megpróbáltak fejleszteni egy animációs Hupikék törpikék filmet Jordan Kerner producer közreműködésével. Azonban végül a Columbia Pictures és a Sony Pictures Animation szerezte meg a filmjogokat, és saját változatot készítettek: egy élőszereplős / CGI-hibrid filmet, amely 2011-ben jelent meg. Ezt követte egy folytatás 2013-ban, majd egy teljesen animált film, Hupikék törpikék – Az elveszett falu 2017-ben.
2022 februárjában bejelentették, hogy a LAFIG Belgium és az IMPS (amelyet ma már Peyo Company néven ismernek), a Hupikék törpikék márka tulajdonosai partnerségre léptek a Paramount Animation és a Nickelodeon Movies stúdiókkal, hogy több animációs Törpikék-filmet készítsenek. Az első projekt egy zenés film, amelynek forgatókönyvét Pam Brady írja, a gyártás pedig még abban az évben el is kezdődött. 2022 júniusában bejelentették, hogy a DreamWorks Animation veteránja, Chris Miller rendezi a filmet. 2023 áprilisában Rihanna is csatlakozott a stábhoz, mint Törpillának a hangja, emellett producerként is közreműködik, és saját dalokat ír és énekel a filmhez.
A film címét kezdetben The Smurfs Movie-ként emlegették, majd átmenetileg The Smurfs Musicalnévre változtatták. A hivatalos címet végül The Smurf Movie-ként jelentették be a 2024 áprilisi CinemaCon rendezvényen. A film társ-rendezője Matt Landon lett. Az első előzetes 2025 februárjában jelent meg, ekkor derült ki, hogy a film végleges címe egyszerűen A hupikék törpikék lesz, és hogy a Nickelodeon Movies ismeretlen okokból kiszállt a projektből.